# Saint-Aubin, Aube
Saint-Aubin là một xã ở tỉnh Aube, thuộc vùng Grand Est ở phía bắc miền trung nước Pháp.

## Dân số
| Năm | 1962 | 1968 | 1975 | 1982 | 1990 | 1999 |
| --- | ---- | ---- | ---- | ---- | ---- | ---- |
| Dân số | 297  | 320  | 348  | 349  | 505  | 537  |
| From the year 1962 on: No double counting—residents of multiple communes (e.g. students and military personnel) are counted only once. |      |      |      |      |      |      |

2004= 554 habitants source dernier recencensement 2004 sur le "Le Saintaubinois" (Petit journal du village).